# Orell Füssli
Orell Füssli ([ˈɔrɛl ˈfyːsli] bzw. [ˈfyə̯sli], kurz OF, rechtlich Orell Füssli AG) ist eine Schweizer Unternehmensgruppe, die im Verlagswesen, im Druckwesen und im Buchhandel tätige Unternehmen umfasst. Die Gesellschaft hat ihren Sitz in Zürich, Stadtkreis Wiedikon. Bekannt ist Orell Füssli in Zürich als grösste allgemeine Buchhandlung; schweizweit bekanntestes Produkt sind die erstmals 1909 für die Schweizerische Nationalbank hergestellten Banknoten. Die Gesellschaft ist seit 1897 an der Zürcher Börse kotiert und gilt durch ihren Ursprung als eines der ältesten Gewerbeunternehmen der Schweiz.

## Geschichte
Anfang des 16. Jahrhunderts wurde der Stadtstaat Zürich zu einem der wichtigsten Tagsatzungsorte der Eidgenossenschaft. 1519 wurde nicht nur Ulrich Zwingli ans Grossmünster berufen, von wo aus er die Reformation einleitete, sondern der bayrische Immigrant Christoph Froschauer wurde mit der Aufgabe betraut, eine Druckerei aufzubauen, wozu ihm vom Rat das Bürgerrecht verliehen wurde. Die Froschauersche Druckerei erhielt damit den Rang einer Staatsdruckerei. Sie verlegte auch die Werke von Zwingli und Erasmus von Rotterdam.
Die Druckerei wechselte nach Froschauer durch das aristokratisch aufgebaute Bürgertum der Stadt von Zürcher Familie zu Zürcher Familie und wechselte entsprechend den Namen. Die beteiligten Zürcher Geschlechter waren Escher, Wolf, Bodmer, Heidegger, Rahn, Füssli (oder Füßlin), Gessner und schliesslich Orell.
1735 übernahmen Conrad Orell und Hans Rudolf Füssli das Unternehmen, an dem später ihre Namen haften bleiben sollten. Mit der Herausgabe der ersten Zürcher Zeitung im Jahre 1780 begründete die Verlagsbuchhandlung Orell, Gessner, Füssli & Co. eine weitere Zürcher Institution, die sich seit 1821 Neue Zürcher Zeitung (NZZ) nennt und 1868 in eine selbstständige Aktiengesellschaft ausgelagert wurde.
Im 19. Jahrhundert verschob das Unternehmen aus politischen Gründen seinen Fokus vom Verlagswesen zum Druckbereich und stellte 1827 erste Wertpapiere her, denen 1843 erste kantonale Briefmarken (Zürich 4 und Zürich 6) folgten. Die Einführung des Zehnfarben-Photochromdrucks im Jahre 1880 markierte einen technologischen Höhepunkt im Druckwesen.

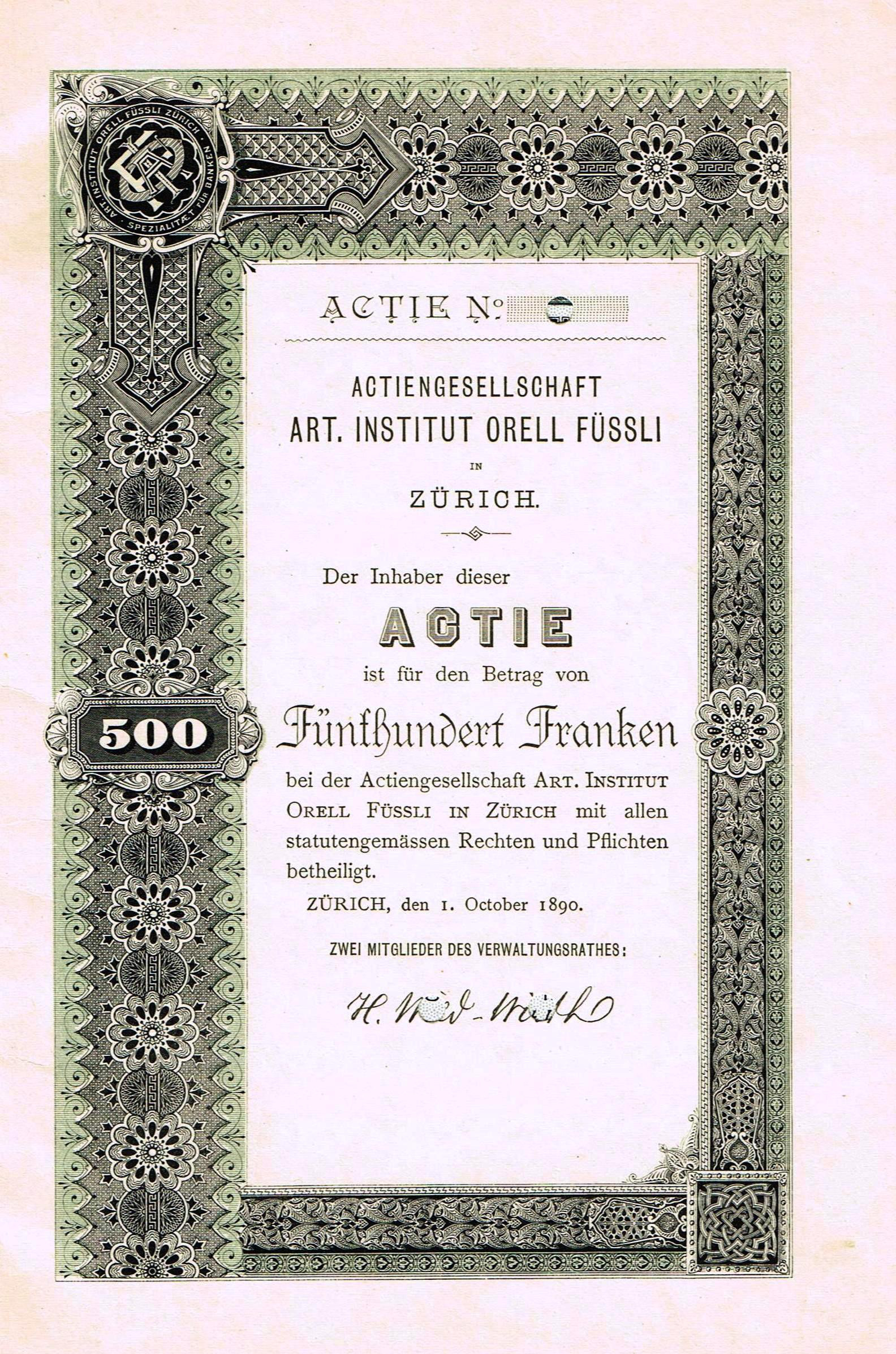
Aktie über 500 Franken der AG Art. Institut Orell Füssli vom 1. Oktober 1890

Das Jahr 1890 markierte die Geburtsstunde des heutigen modernen Unternehmens, entstanden durch die Umwandlung in die Aktiengesellschaft Art. Institut Orell Füssli. Bereits ein Jahr vorher wurde das Mitte des 19. Jahrhunderts gegründete Annoncenbüro in eine Aktiengesellschaft überführt, die zuletzt unter dem Namen ofa Orell Füssli Werbe AG firmierte und 1998 an die Publigroupe verkauft wurde.
Die Gründung der Schweizerischen Nationalbank (SNB) im Jahre 1907 bedeutete die Einführung eines schweizweit einheitlichen Währungssystems mit Banknoten. Für die SNB druckte Orell Füssli 1909 erstmals probeweise Banknoten nach Schweizer Entwürfen. Von der 1911 von der SNB eingeführten zweiten Serie wurden einzelne Stückelungen von OF gedruckt.
Aus Platznot zog Orell Füssli 1923 aus dem Stadtkern in den 1893 eingemeindeten Stadtteil Wiedikon. Der an der Dietzingerstrasse 3 bezogene, unauffällige Gebäudekomplex in unmittelbarer Nähe des alten Dorfkerns ist seither Sitz des Unternehmens. Mit dem Umzug wurde der Druckmaschinenpark aufgerüstet, was auf breiter Front die Einführung des Linientiefdruck-Verfahrens (Stichtiefdruck) zur Folge hatte und den Druckalltag über Dekaden bestimmte. Das Verlagsgeschäft erhielt bereits 1925 seinen eigenständigen Marktauftritt als Orell Füssli Verlag, der Name wurde 1999 bei der Restrukturierung und Ausgliederung gleich als Gesellschaftsname übernommen.
1974 änderte das Unternehmen die Firma in Orell Füssli Graphische Betriebe AG (ofgb). Ungefähr zur selben Zeit wurde mit dem Entwurf der sechsten Banknoten-Serie, welche 1976 von der SNB eingeführt wurde, die OF Sicherheitsdruck-Abteilung alleinige Druckerei für sämtliche Schweizer Banknoten.
Die 1990er-Jahre waren vom Umbruch geprägt, eine einschneidende Restrukturierung wurde 1992 vorgenommen: die Akzidenz-Druckerei wurde an die Zürichsee Medien verkauft, die Orell Füssli Kartographie wurde weitgehend selbstständig, während die Banknoten-Druckerei weiter aufgerüstet wurde. Mit dem deutschen Grossbuchhändler Heinrich Hugendubel (Buchhandlung zum Elsässer) als Minderheitsaktionär gründete man die Orell Füssli Buchhandlungs AG. Damit entstand bezogen auf den Bestand (Verlag, Buchhandel, Sicherheitsdruck) faktisch das heutige Unternehmen.
Die Orell Füssli Buchhandlungs AG (51 % OF, 49 % Elsässer) bezog anstelle der Buchhandlung an der Pelikanstrasse 10 die prestigeträchtige Liegenschaft Kramhof an der Füsslistrasse 4 und eröffnete darin 1993 die grösste Buchhandlung der Schweiz, die man in Zürich seither mit dem Namen Orell Füssli assoziiert und die häufig mit dem Unternehmenssitz verwechselt wird. Dem wiederbelebten Buchhandel unter dem OF-Namen folgte 1996 die Aufnahme des Online-Buchhandels unter der Domain books.ch.
Bereits 1889 wurde die ofa Orell Füssli Werbe AG ausgegliedert und 1998 von der in Lausanne beheimateten Publigroupe übernommen, welche die Assets mit ihren eigenen Gesellschaften, wie beispielsweise Publicis, zusammenlegte und damit die Namen ofa und Orell Füssli aus dem Werbemarkt verschwinden liess. Im Rahmen einer weiteren Umstrukturierung 1999 wurde eine neue Konzernstruktur geschaffen. Die Orell Füssli Graphische Betriebe AG wurde zur Orell Füssli Holding AG und die Kernbereiche der Graphischen Betriebe – Verlag (ofv) und Sicherheitsdruck (ofs) – in eigenständige Tochtergesellschaften unter dem Holdingdach ausgelagert.
Die Teledata AG, an der Orell Füssli bereits beteiligt war, wurde 2001 komplett übernommen und 2003 in Orell Füssli Wirtschaftsinformationen AG umbenannt. Am 1. Juli 2008 wurde die Orell Füssli Wirtschaftsinformationen AG von der Gruppe Axon Active AG mit Sitz in Luzern zu 100 % übernommen. Der Name Orell Füssli Wirtschaftsinformationen AG blieb jedoch bestehen. 2014 wurde die Firma vom Risikomanagement-Lösungsanbieter CRIF übernommen.
Im Juli 2002 erwarb Orell Füssli mit 76 % die Mehrheit an der Atlantic Zeiser Group AG mit Sitz in Emmingen-Liptingen  (Baden-Württemberg) und Niederlassungen in Frankreich, Italien, Spanien, Grossbritannien und den USA. Der Zukauf erweitert einerseits das Repertoire der ofs und bietet ihr andererseits die Möglichkeit, ihr Know-how weltweit zu vermarkten. Anfang November 2005 wurde die Komplettübernahme des Unternehmens abgeschlossen.
Die Atlantic Zeiser Group AG war im Geschäft mit Telefon- und Kreditkarten, Passsystemen und Nummerierwerken tätig. Mit dem Aufkommen von Mobiltelefonen und dem Rückgang von Telefonkarten geriet Atlantic Zeiser Group AG in eine wirtschaftliche Krise. 2018 wurde das Kartengeschäft an Coesia (IT) verkauft, das Geschäft mit Komponenten für die Sicherheitsdruck-Industrie verblieb als Zeiser in der Orell Füssli Holding.
2020 fusionierte die Orell Füssli Holding mit ihren Tochtergesellschaften Orell Füssli Sicherheitsdruck AG und Orell Füssli Dienstleistungs AG und firmiert seither als Orell Füssli AG.
2020 beteiligte sich die Orell Füssli AG am Technologie-Unternehmen Procivis, 2021 erfolgte die Mehrheitsübernahme.
Im Jahr 2022 übernahm Orell Füssli AG den hep verlag, einen Schweizer Verlag für Lehr- und Fachbücher mit Sitz in Bern.

### Unternehmensbezeichnungen seit Gründung

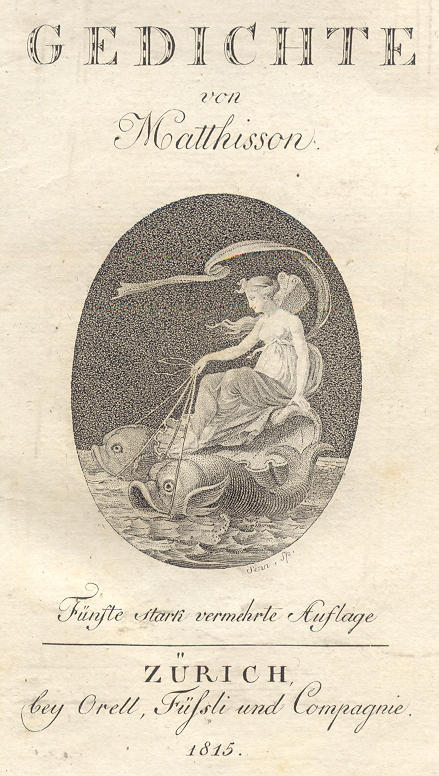
Titelseite einer Gedicht-Veröffentlichung von 1815 unter der Firmenbezeichnung "Orell, Füssli & Co."

| Froschauersche Druckerei            | 1519–1585 |
| Escher’sche Druckerei               | 1585–1591 |
| Wolfsche Druckerei                  | 1591–1626 |
| Bodmersche Druckerei                | 1626–1719 |
| Heidegger & Rahn                    | 1719–1727 |
| Heidegger & Co.                     | 1727–1766 |
| Füssli & Co.                        | 1766–1770 |
| Orell, Gessner, Füssli & Co.        | 1770–1798 |
| Orell, Füssli & Co.                 | 1798–1890 |
| Art. Institut Orell Füssli AG       | 1890–1974 |
| Orell Füssli Graphische Betriebe AG | 1974–1999 |
| Orell Füssli Holding AG             | 1999–2020 |
| Orell Füssli AG                     | seit 2020 |

## Orell-Füssli-Gruppe
Die Orell-Füssli-Gruppe in ihrer heutigen Form existiert – abhängig von der Betrachtungsweise – seit 1999. Die Aktiengesellschaft, die heute die Orell Füssli AG ausmacht, geht allerdings auf das Jahr 1890 zurück.
Als die Orell Füssli Graphische Betriebe AG 1999 zugunsten der neuen Holdingstruktur ausgehöhlt wurde, entstanden die drei Divisionen Sicherheitsdruck, Buchhandlungen und Verlag, die mit der einen alten und zwei neuen Tochtergesellschaften weitgehend deckungsgleich waren:
- Orell Füssli Buchhandlungs AG
- Orell Füssli Sicherheitsdruck AG (ofs)
- Orell Füssli Verlag AG (ofv)

Bis heute sind diese drei Divisionen die zentralen Bestandteile der entsprechenden Divisionen, die allerdings auch weitere Tochtergesellschaften umfassen.
Zur Orell Füssli Gruppe hinzugekommen sind eine vierte Division Wirtschaftsinformationen (Komplettübernahme 2001) und eine fünfte Division Atlantic Zeiser Group (Komplettübernahme 2005), die wiederum mit den entsprechenden Tochtergesellschaften weitgehend deckungsgleich sind:
- Orell Füssli Wirtschaftsinformationen AG (ofwi), seit dem 1. Juli 2008 nicht mehr Bestandteil der Orell Füssli Gruppe
- Zeiser GmbH

Sitz der Gruppe und der drei traditionellen Geschäftsbereiche ist Zürich-Wiedikon. Die Gruppe ist eine Aktiengesellschaft und an der SWX kotiert. Das Aktienkapital besteht aus 1,96 Mio. Namenaktien à CHF 1, grösster Einzelaktionär mit 653'460 Aktien (33,34 %) ist die Schweizerische Nationalbank mit Sitz in Zürich und Bern. Externe Revisionsstelle ist PricewaterhouseCoopers in Zürich.

### Orell Füssli Thalia AG
Der drittälteste Tätigkeitsbereich von OF, der ebenfalls seine Wurzeln im 16. Jahrhundert hat, geriet im Laufe der Jahrzehnte ins Hintertreffen. 1941 zog die OF Buchhandlung an die Pelikanstrasse 10, wo sie bis Anfang der 1990er-Jahre blieb. Mit der Restrukturierung im Jahre 1992 wurden die Weichen für den Buchhandel neu gestellt und der Aufgabe der klassischen Druckerei stand die Wiederbelebung des Buchhandels entgegen.
Für das bisher eher vernachlässigte Geschäft mit den Endkunden gründeten die Graphischen Betriebe an ihrem Sitz zusammen mit Heinrich Hugendubel als Minderheitsaktionär eine neue Tochtergesellschaft für Buchhandlungen. Der Münchner Buchgrosshändler Hugendubel hatte bereits Erfahrung mit den gleichnamigen Grossbuchhandlungen und war in Zürich an der Buchhandlung zum Elsässer AG beteiligt, welche formell für Hugendubel die Anteile an der neuen Orell Füssli Buchhandlungs AG hielt.
Das neue Unternehmen bezog als ersten Standort die umfassend renovierte Liegenschaft «Kramhof» an der Füsslistrasse 4 nahe der Bahnhofstrasse und eröffnete 1993 die grösste Buchhandlung der Schweiz. Im selben Jahr wurden auch die beiden Restseller by Orell Füssli-Filialen im unterirdischen Bahnhofsteil des Hauptbahnhofs und in der Ladenpassage des Bahnhofs Stadelhofen eröffnet, wo vor allem Restexemplare verkauft werden, die nicht mehr der Buchpreisbindung unterliegen.
Obwohl sich die Filialen gut entwickelten, verzichtete man auf eine aggressive Expansion, da man einerseits trotz Buchpreisbindung mit dem Widerstand kleinerer Buchhändler zu kämpfen hatte, aber andererseits Hugendubel aufzeigte, dass man auch mit wenigen etablierten Standorten nennenswerte Marktanteile erreichen konnte.

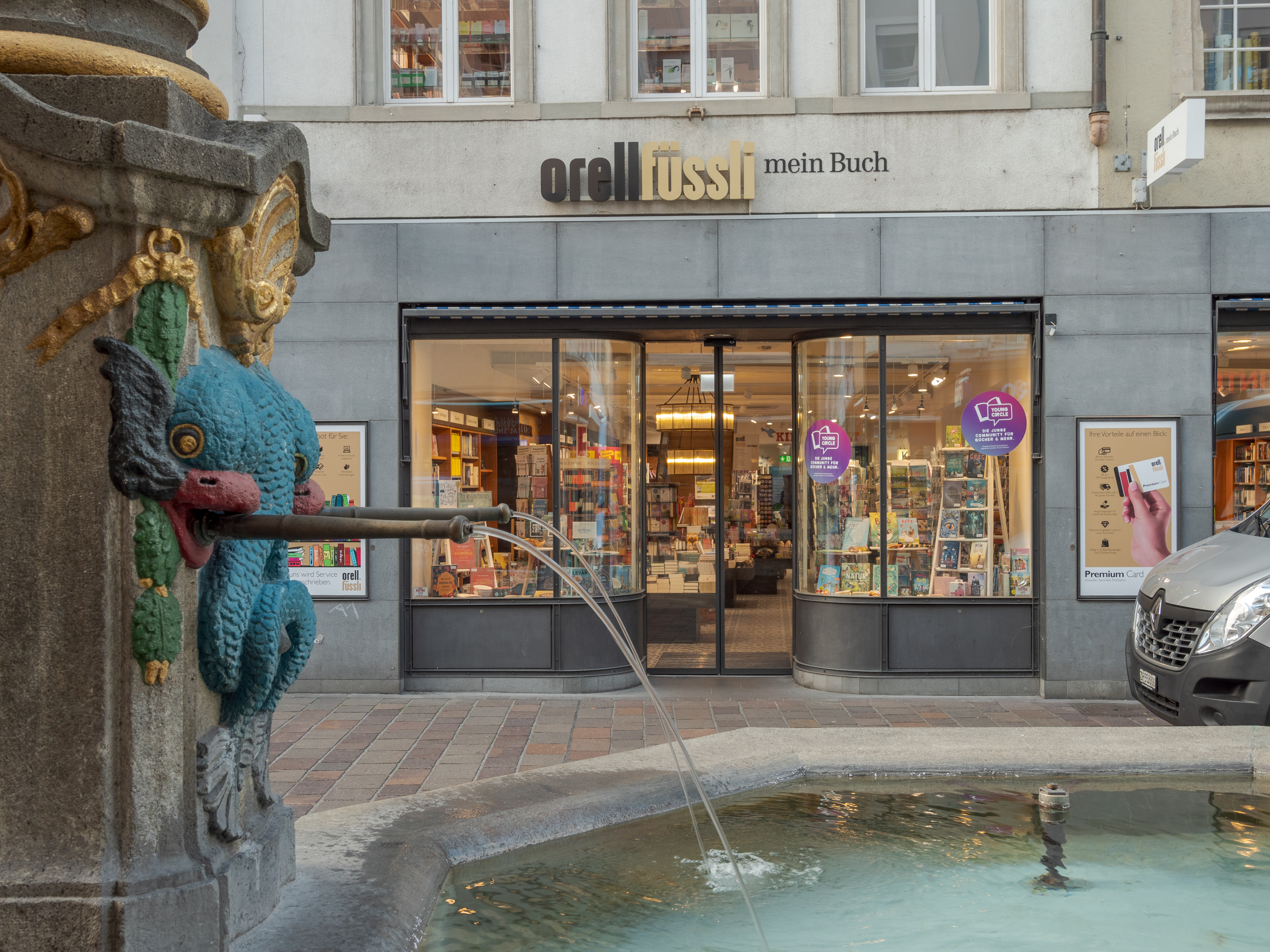
Orell Füssli in Winterthur

Nachdem man sich ab 1995 in Richtung Online-Handel vortastete, eröffnete man 1997 erstmals eine Filiale ausserhalb Zürichs – die Orell Füssli Buchhandlung Winterthur. 1999 wurde der Internetauftritt komplett umgestaltet und der Online-Katalog deutlich vergrössert. Mit Orell Füssli The Bookshop entstand an der Zürcher Bahnhofstrasse ein zweiter «regulärer» Standort, wobei das Zürcher Stammhaus seither zur Unterscheidung als Orell Füssli Kramhof bezeichnet wird. In The Bookshop wurde die immer grösser werdende Anzahl an «English Books» ausgelagert, die mühelos imstande war, den neuen Standort zu füllen.
Ende desselben Jahres erhielt die Buchhandlung zum Elsässer Holding AG den genannten Zusatz Holding, der die Verschiebung des Fokus des Unternehmens ankündigte. Auch aus den Graphischen Betrieben wurde in diesem Jahr eine Holding, was auf den Buchhandel keine Auswirkung hatte, da dieser seit Gründung eine Tochtergesellschaft war.
Den ersten Standort ausserhalb des angestammten Kantons schuf man 2001 durch die Übernahme der Raeber Bücher & Medien AG, die heute als Orell Füssli Buchhandlung Luzern auftritt. Mit Orell Füssli Krauthammer wurde an der Marktgasse im Niederdorf der dritte Zürcher Standort eröffnet. Spezialgebiet dieses Standorts waren vor allem Fachbücher und Bildbände zu den Themen Kunst, Architektur, Design und Photographie, allerdings sollte dieser sich anders entwickeln als erhofft.
Mit der Eröffnung von Orell Füssli am Bellevue im Jahr 2002 schuf man den vierten Zürcher Standort, welcher wie der Kramhof als Grossbuchhandlung mit allgemeinem Sortiment ausgelegt ist. Mit dem Standort am Bellevue folgt man anderen Zürcher Traditionshäusern wie Sprüngli oder Globus, die einen Zweitstandort im Gebiet Bellevue/Stadelhofen/Opernhaus pflegen.
Mit dem Bau der neuen Passerelle mit Ladenlokalen (RailCity) im Bahnhof Basel SBB wurde 2003 die insgesamt dritte Restseller by Orell Füssli-Filiale eröffnet. Im März 2003 schloss derweil die Buchhandlung zum Elsässer am Zürcher Limmatquai ihre Tore.
Die Übernahme (99,5 % der Aktien) der alteingesessenen Rösslitor Bücher AG in St. Gallen markierte 2004 eine Änderung gegenüber der Übernahme in Luzern – die Buchhandlung behält den Namen Rösslitor Bücher. Mit der Übernahme erwarb man auch die Rösslitor-Tochter Buchhaus Meili AG in Schaffhausen, welche inzwischen als Orell Füssli Buchhandlung Schaffhausen auch aufgegeben wurde. Die von OF übernommene Thalia Buchhandlung hat in Schaffhausen jedoch eine Filiale.
Während sich praktisch sämtliche Standorte gut entwickelten, blieb der Kunstbereich ein Sorgenkind, ehe im März 2005 der Rückzug und die Verkleinerung der Kunstabteilung vom Krauthammer in den Kramhof angeordnet wurde. Das neue Konzept für den Krauthammer barg eine Überraschung: im Erdgeschoss verblieb Orell Füssli Krauthammer mit den Abteilungen Architektur sowie mit einigen Anpassungen auch Design und Photographie – den ersten Stock bezog per Juni 2005 neu Payot chez Orell Füssli. Die Payot SA mit Sitz in Lausanne ist der grösste Buchhandel in der französischsprachigen Schweiz und gehört der französischen Hachette, die wiederum dem Rüstungs- und Medienkonzern Lagardère gehört. Payot betrieb seit 1946 in Zürich eine Niederlassung – zuletzt an der Bahnhofstrasse – die seit Mitte der 1990er die letzte ausserhalb der Romandie war. Mit der ausgehandelten Zusammenarbeit zwischen OF und Payot übernahm OF faktisch die Payot-Filiale und brachte sie im Krauthammer unter, womit man nun auch ein französischsprachiges Buchangebot hat – das englischsprachige Angebot wurde in The Bookshop integriert.
Ende Juni 2005 hat die Buchhandlung zum Elsässer Holding AG endgültig ihren alten Namen aufgegeben und heisst neu Hugendubel Holding AG. An der Orell Füssli Buchhandlungs AG ist die Orell Füssli Holding mit 51 % und die Hugendubel Holding mit 49 % beteiligt.
Im März 2013 wurde ein Joint-Venture zwischen Orell Füssli Buchhandlungs AG und der Thalia Bücher AG bekannt gegeben. Im Herbst 2013 hat das Gemeinschaftsunternehmen Orell Füssli Thalia AG (OFT) seine Tätigkeiten aufgenommen.
Im Januar 2018 bezog Orell Füssli in Basel eine kleinere Filiale.

### Orell Füssli Sicherheitsdruck
Die Sicherheitsdruck-Abteilung hat ihre Wurzeln im Jahr 1827, als erste Wertpapiere (securities) gedruckt wurden. Seit dem Umzug nach Wiedikon ist auch der Sicherheitsdruck dort beheimatet und bildete ab 1974 einen Kern der Graphischen Betriebe, die 1999 in eine Holding umgewandelt wurden. Seither ist die ofs eine Division der Orell Füssli AG.
Seit der ab 1976 eingeführten sechsten Banknoten-Serie der SNB ist die ofs alleiniger Druckbetrieb für Schweizer Banknoten und damit grundsätzlich auch für die Qualitäts- und Endkontrolle zuständig, die von der SNB nach der Abnahme nur noch in Stichproben durchgeführt wird.
Mit dem Verkauf der Akzidenzdruckerei 1992 wurde die Banknotendruckerei massiv erweitert und aufgerüstet. Erstes Produkt war die ab 1995 eingeführte achte Banknoten-Serie, bei der ab 1997 – mit Einführung der 200-Franken-Stückelung – erstmals die von ofs entwickelte Mikro-Perforations-Technologie (Microperf) in Serie angewandt wurde.
Auch das neueste Schweizer Passmuster wird von ofs hergestellt.
Zum Kundenkreis der ofs gehören neben der SNB, dem Bund und diversen Schweizer Institutionen auch die Zentralbanken von 16 Ländern.
Im Dezember 2017 übernahm ofs 10 % des Sicherheitspapierherstellers Landqart, von dem das Papier für die Banknoten des Schweizer Franken stammt.

### Orell Füssli Verlag

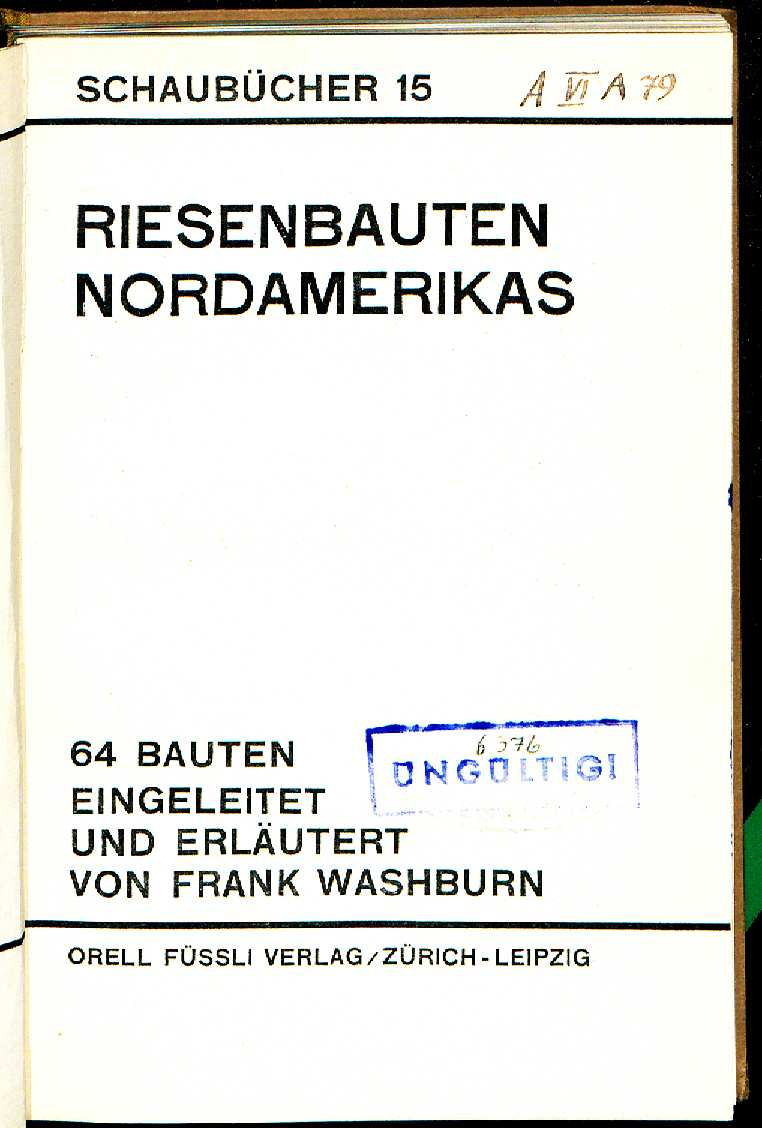
Schaubücher 15 Riesenbauten Nordamerikas (1930)

Das Verlagswesen ist der zweitälteste Tätigkeitsbereich von Orell Füssli und geht auf das 16. Jahrhundert zurück. Nachdem im 19. Jahrhundert dieser Tätigkeit aus politischen Gründen nur am Rande nachgegangen wurde, wurde nach dem Umzug nach Wiedikon das Verlagsgeschäft wieder gestärkt und 1925 der Markenauftritt als Orell Füssli Verlag etabliert.
Nachdem der älteste Tätigkeitsbereich von OF, die klassische Drucktätigkeit in Form der Akzidenzdruckerei, 1992 an die Zürichsee Medien verkauft wurde, bildet der Verlag den ältesten aktiven Geschäftszweig. Mit der Umwandlung der Graphischen Betriebe in eine Holding wurde die ofv unter Beibehaltung des Namens in eine Aktiengesellschaft ausgelagert und ist als hundertprozentige Tochter der Holding organisiert.
Zu den Verlagstochtergesellschaften gehört seit dem 1. Januar 2007 die von der Globus-Gruppe übernommene Globi Verlag AG, seit 1. Januar 2008 der von Tamedia übernommene Verlag Huber in Frauenfeld.
Gesetzeskommentare aus dem Orell Füssli Verlag werden gewöhnlich mit der Abkürzung OFK zitiert.
Eine 2019 begonnene Umstrukturierung des Orell Füssli Verlags mündete 2020 in den Verkauf des Atlantis Verlag für Kinderbücher an den Kampa Verlag. Verlagsmitarbeitende und Autoren wurden übernommen. Die bestehende Backlist der Kinderbuch-Reihe soll bei Orell Füssli verfügbar bleiben, ab 2021 indes keine neuen Werke mehr dazukommen. Nämliches gilt für die Sachbuchreihe, die eingestellt wird. Die Kinderbuch-Marken Globi und Carigiet mit ihrem Fokus auf den Schweizer Markt verblieben beim Orell Füssli Verlag.